# Konstantinos Tsatsos
Konstantinos Tatsos (græsk: Κωνσταντίνος Τσάτσος) (1. juli 1899 – 8. oktober 1987) var en græsk diplomat, jurist og politiker, der var Grækenlands præsident fra 1975 til 1980.